# Jean-Baptiste-Siméon Chardin
Jean-Baptiste-Siméon Chardin (1699 – 1779) eller Jean Siméon Chardin, var en fransk genre- og stillebenmaler fra Paris. Han var elev af Pierre-Jacques Cazes, kom derefter i Noël Coypels atelier, hvor han var sin lærer behjælpelig med udførelsen af forskellige detaljer i dennes malerier, og hvor hans sans for disse småtings maleriske behandling blev vakt. Han vandt da også sine første laurbær som stillebensmaler og blev 1728 optaget i akademiet som maler af blomster, frugter og stilleben, efter at han havde udstillet en række fortrinlige malede billeder, hvis farvevirkning og skuffende natursandhed imponerede akademikerne. Udmærkede prøver på denne ejendommelige side af Chardins kunst findes i talrig mængde i Louvre, endvidere i Angers, Cherbourg og mange flere steder. Chardins kunsthistoriske betydning ligger dog især i hans virksomhed som genremaler, folkelivsskildrer; hans rige produktion på dette område er som en fredelig hyggelig plet midt i tidens galante maleri; i stedet for rokokomaleriets elskovshandeler etc. fremstiller han borgerlige familieinteriører, i hvis rene, sunde luft livet glider hen under arbejde, bøn og huslig syslen: den tækkelige tjenestepige er optaget i sit luftige køkken, moderen hjælper børnene med påklædningen eller med lektier osv. – alt i en enkelt naiv fremstillingsvis, fri for Jean-Baptiste Greuzes sødladenhed, og med en farvekunst, der var langt forud for tiden. Chardins ærbart-borgerlige kunst, der en tid gjorde betydelig lykke, hvad de mange gengivelser i kobberstik vidner om, fejedes bort af Davids klassicisme for først omkring 1900  at drages op af sin ufortjente glemsel. Til Chardins kendteste værker hører Bordbønnen, Den arbejdsomme Moder, Korthuset, Olieflasken (i Louvre, der ejer ca. 30 af hans værker) og Damen, der vil forsegle Brevet (Kaiser-Friedrich-Museum i Berlin); Stockholms Nationalmuseum, har en halv snes billeder og National Gallery i London har fem.

## Ældre litteratur angivet i Salmonsens Konversationsleksikon
- Monografi af Brødrene de Goncourt, 1864
- Normand, Paris, 1902
- G. Schefer, Paris, 1904
- Pilon, Paris, 1907
- Dayot og Vaillat, L’æuvre de Chardin et Fragonard, Paris, 1907
- Ernst Goldschmidt, Chardin, København, 1932